# Милен Добрев
Милен Атанасов Добрев е български състезател по вдигане на тежести.

## Биография и успехи на юношеско ниво
Роден е на 28 февруари 1980 г. в Пловдив. Детството му преминава в село Житница, Пловдивско.
Започва да тренира вдигане на тежести на 11-годишна възраст, под наставлението на Георги Йотовски и бързо показва завидни умения в щангите. Първият си успех постига на Европейското първенство за юноши в Бургас през 1996 г., където завоюва бронзов медал в двубоя. 
Завършва Спортното училище „Васил Левски“ в Пловдив, състезава се за клуб „Марица – Олимп“ Пловдив, а когато отбива военната си служба е състезател на ЦСКА през периода 1999 – 2000 г. 
Има две участия на световни първенства за младежи до 20 г., като през 2000 г. в Прага печели сребърен медал в двубоя в категория до 85 кг.
През 2001 г. се завръща в „Марица“, негови треньори са Кръстю Милев и Димитър Стайков, като през същата година влиза в мъжкия национален отбор по вдигане на тежести. Тогава в Игрите на добра воля в Бризбейн печели титлата и заема трайно място в елита на световните щанги.

## Постижения при мъжете
През 2001 г. в Тренчин, Словакия, дебютира на Европейското първенство по вдигане на тежести за мъже, като постига бронзов медал в изхвърлянето. За съжаление в изтласкването не успява да запише успешен опит и в двубоя завършва с нула. По-късно през същата година, на Световното първенство в Анталия, Турция, печели два медала – бронзов в изхвърлянето, както и първия си медал в двубоя на ниво мъже, също бронзов.
През следващата 2002 г. кариерата на Милен Добрев продължава своята възходяща линия. Медалите в двубоя отново са два, вече сребърни от Анталия, Турция, второ място на Европейското първенство и от Варшава, Полша, също второ място на Световното първенство.
2003 г. е първата „златна“ година за него. Печели първата си европейска титла в Лутраки, Гърция и първата си и единствена световна титла от Ванкувър, Канада. 
Победният ход на Милен Добрев продължава и през 2004 г., която се явява върхова в неговата успешна кариера. През април той печели втората си европейска титла в Киев, Украйна, а няколко месеца по-късно, през август в Атина, стига до пика си като печели олимпийската титла в категория до 94 кг на Олимпийските игри с рекордния за кариерата си двубой от 407,5 кг.
Това е четвъртата му поредна победа на голямо състезание, като за 2003 и 2004 остава непобеден, без да е пропуснал нито едно голямо състезание (световно първенство през 2004 г. не се провежда).
През следващата 2005 г. Милен Добрев завоюва бронзов медал на Световното първенство в Доха, Катар, като това е последният му медал от голямо състезание. 
В своята кариера той печели 4 златни, 2 сребърни и 2 бронзови медала в двубоя от големи първенства от 10-те турнира, в които участва на мъжко ниво.
След 17 години в щангите слага край на кариерата си след серия от тежки контузии в навечерието на Олимпиадата в Пекин (2008).
Милен Добрев е последният българин с олимпийска титла по вдигане на тежести в продължение на 20 години. Тази серия е прекъсната на  Олимпийските игри в Париж през 2024 г., когато Карлос Насар завоюва олимпийската титла за България.

## Награди
Става почетен гражданин на град Пловдив 2004 г. На церемония на 20 април 2005 г. в гръцкото посолство в София, България, е обявен за почетен гражданин на Атина, Гърция.
През 2003 и 2004 г. е спортист №3 на България в класацията „Спортист на годината“.

## Смърт
На 21 март 2015 Милен Добрев умира едва на 35 години. По-късно аутопсията показва, че причината е масивен инфаркт.

## Турнир „Милен Добрев“
Турнирът „Милен Добрев“ е състезание по вдигане на тежести, създадено в чест на легендарния щангист. Турнирът има за цел да почете паметта и постиженията на олимпийския шампион, както и да насърчи развитието на младите тежкоатлети в България и региона. Турнирът обикновено се провежда в Пловдив – градът, в който Милен прекарва по-голяма част от живота си. Включват се участници от различни градове и държави. Датите варират, но се провежда през пролетта или есента. В турнира участват щангисти от всяка възраст и категория, включително и жени.
През 2024 г. е деветото издание на турнира, като победител с феноменалните 478 т. по системата Синкер отново е Карлос Насар.

## Спортни постижения
| Година                                                        | Място                                 | Категория (до)            | С изхвърляне (кг)         | С изхвърляне (кг)         | С изхвърляне (кг)         | С изхвърляне (кг)         | С изтласкване (кг)        | С изтласкване (кг)        | С изтласкване (кг)        | С изтласкване (кг)        | Общо                      | Място                     |
| Година                                                        | Място                                 | Категория (до)            | 1                         | 2                         | 3                         | Място                     | 1                         | 2                         | 3                         | Място                     | Общо                      | Място                     |
| Състезавал се за България                                     | Състезавал се за България             | Състезавал се за България | Състезавал се за България | Състезавал се за България | Състезавал се за България | Състезавал се за България | Състезавал се за България | Състезавал се за България | Състезавал се за България | Състезавал се за България | Състезавал се за България | Състезавал се за България |
| Летни олимпийски игри                                         | Летни олимпийски игри                 | Летни олимпийски игри     | Летни олимпийски игри     | Летни олимпийски игри     | Летни олимпийски игри     | Летни олимпийски игри     | Летни олимпийски игри     | Летни олимпийски игри     | Летни олимпийски игри     | Летни олимпийски игри     | Летни олимпийски игри     | Летни олимпийски игри     |
| ------------------------------------------------------------- | ------------------------------------- | ------------------------- | ------------------------- | ------------------------- | ------------------------- | ------------------------- | ------------------------- | ------------------------- | ------------------------- | ------------------------- | ------------------------- | ------------------------- |
| 2004                                                          | Атина, Гърция                         | 94 кг                     | 180                       | 185                       | 187.5                     | –                         | 217.5                     | 220                       | 225                       | –                         | 407.5                     | 1                         |
| Световно първенство по вдигане на тежести                     |                                       |                           |                           |                           |                           |                           |                           |                           |                           |                           |                           |                           |
| 2001                                                          | Анталия, Турция                       | 85 кг                     | 165                       | 170                       | 175                       | 1                         | 195                       | 207.5                     | 212.5                     | 4                         | 382.5                     | 1                         |
| 2002                                                          | Варшава, Полша                        | 94 кг                     | 175                       | 175                       | 177.5                     | 1                         | 212.5                     | 220                       | 220                       | 2                         | 387.5                     | 2                         |
| 2003                                                          | Ванкувър, Канада                      | 94 кг                     | 180                       | 185                       | 187.5                     | 1                         | 220                       | 220                       | 222.5                     | 2                         | 405                       | 1                         |
| 2005                                                          | Доха, Катар                           | 94 кг                     | 176                       | 176                       | 180                       | 4                         | 210                       | 215                       | 218                       | 1                         | 398                       | 1                         |
| 2006                                                          | Санто Доминго, Доминиканска република | 94 кг                     | 170                       | 170                       | 170                       | –                         | –                         | –                         | –                         | –                         | -                         | -                         |
| Европейско първенство по вдигане на тежести                   |                                       |                           |                           |                           |                           |                           |                           |                           |                           |                           |                           |                           |
| 2001                                                          | Тренчин, Словакия                     | 85 кг                     | 162.5                     | 167.5                     | 170                       | 1                         | 200                       | 202.5                     | 202.5                     | –                         | –                         | -                         |
| 2002                                                          | Анталия, Турция                       | 94 кг                     | 175                       | 180                       | 182.5                     | 2                         | 210                       | 215                       | 217.5                     | 2                         | 397.5                     | 2                         |
| 2003                                                          | Лутраки, Гърция                       | 94 кг                     | 175                       | 180                       | 182.5                     | 1                         | 215                       | 217.50                    | 222.5                     | 1                         | 405                       | 1                         |
| 2004                                                          | Киев, Украйна                         | 94 кг                     | 180                       | 182.5                     | 185                       | 1                         | 215                       | 217.5                     | –                         | 1                         | 402.5                     | 1                         |
| Световно първенство по вдигане на тежести за младежи до 20 г. |                                       |                           |                           |                           |                           |                           |                           |                           |                           |                           |                           |                           |
| 1998                                                          | София, България                       | 85 кг                     | 145                       | 150                       | 152.5                     | 4                         | 180                       | 185                       | 185                       | 9                         | 332.5                     | 5                         |
| 2000                                                          | Прага, Чехия                          | 85 кг                     | 150                       | 157.5                     | 160                       | 4                         | 192.5                     | 197.5                     | 200                       | 1                         | 357.5                     | 2                         |
| Европейско първенство по вдигане на тежести за юноши до 16 г. |                                       |                           |                           |                           |                           |                           |                           |                           |                           |                           |                           |                           |
| 1996                                                          | Бургас, България                      | 70 кг                     | 110                       | 115                       | 117.5                     | 1                         | 130                       | 135                       | 137.5                     | 4                         | 255                       | 1                         |